# Далай-лама VI
Цангья́нг Гьяцо́ или Ригцзин Чжамьянг Гьяцо (1683—1706) — тибетский поэт и шестой Далай-Лама. Вёл праздный образ жизни, и отказался принять монашество. Считается потомком Пемы Лингпа и почитается в Бутане.

## Биография
Регент Сангье Гьяцо много лет скрывал смерть Далай-ламы V и предписанное время поисков его нового «явления» миновало. Это впоследствии дало возможность утверждать, что новый Далай-лама был определен неправильно.

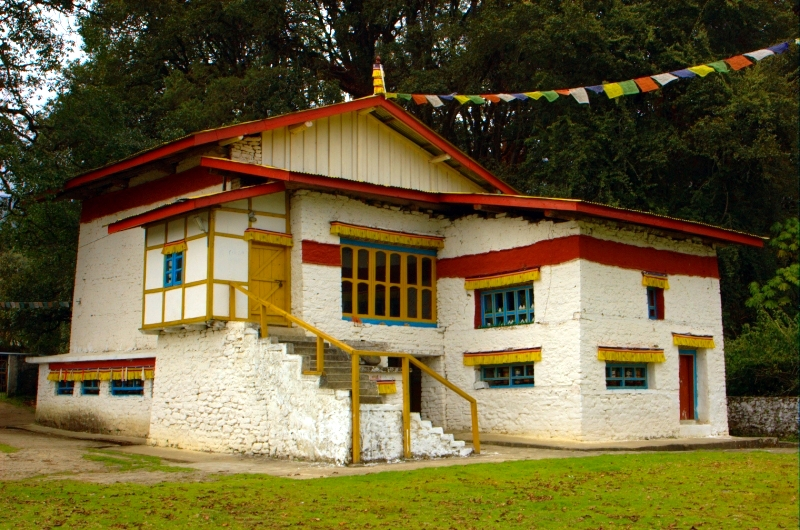
Ургеллинг гомпа - предполагаемое место рождения Цангьянг Гьяцо, Таванг, Аруначал-Прадеш, Индия.

Поиски шестого Далай-ламы велись в строжайшей секретности. Ригцзин Чжамьянг Гьяцо был найден на юго-западе Тибета, в местечке Мён, к востоку от Бутана — в настоящее время в штате Аруначал-Прадеш на территории Индии. По одному из преданий, на месте его рождения находится монастырь Ургеллинг. Он родился в семье последователей Ньингма. Мальчика привезли в монастырь Цёна, а позже в Намкарце. Лишь в 1697 году была раскрыта его личность. Пятый Панчен-лама собственноручно приехал к новому Далай-ламе и ещё в стенах монастыря передал ему обеты «гэцхула» (шраманеры).
Новый первоиерарх оказался весьма способным молодым человеком, но мало подходящим для своего сана. Он был одарённым поэтом (пожалуй, вторым по значению после Миларепы поэтом Тибета), но монашеская жизнь ему явно претила. Он отправился в монастырь Ташилунпо в Шигацзе и отказался от монашеских обетов «Гецюл», трижды поклонившись Панчен-ламе. Он попросил прощения у своего духовного наставника за то, что ему недостаёт внутренней убеждённости для монашеской жизни, пояснив, что лишь тот должен носить монашеские одежды, кто чувствует к этому призвание. Далай-лама VI предпочитал инкогнито покидать Поталу и веселиться в Лхасе. Он пил вино, пел песни, связывался с женщинами, при этом писал вдохновенные стихи.

Облака розового цвета

Скрывают небеса и град.

Быть монахом лишь наполовину

Значит быть скрытым врагом учения.

Такой «глава государства» не нравился Сангье Гьяцо. Как-то ночью в Лхасе было совершено нападение на Далай-ламу. Доверительные отношения между Далай-ламой и премьером были разорваны. В результате царь монголов Лабсанг Гьяцо вторгся со своим войском в Лхасу и приказал схватить Сангье Гьяцо, которого позже казнили, и попытался объявить настоящим Далай-ламой другого молодого монаха. Настоятели трёх крупнейших монастырей Дрепунг, Ганден и Сера и Панчен-лама воспротивились этой идее.
В дело вмешалась Империя Цин, считавшая себя сюзереном Тибета. Лама-поэт был приглашен (а фактически вызван) в Пекин. В Лхасе поднялось восстание. Во избежание кровопролития Далай-лама отдал себя в руки монголов и добровольно отправился с ними. Через несколько недель на крайнем северо-востоке Тибета, в пустынной области близ озера Кукунор, Джамьянг Гьяцо умер при загадочных обстоятельствах (ходили слухи, что он был отравлен). По другой версии он стал исполнять «Танец Ламы», вызвал таким образом песчаную бурю, после чего сел в позу медитации и перестал дышать, чтобы не быть политическим заложником против своей страны.
После этого началась смута. Пекин надавил на Лхасу и добился признания лхасским духовенством ошибочности сделанного ранее выбора. Начались поиски нового, опять-таки Шестого Далай-ламы. Между тем сторонники умершего поэта начали поиски Далай-ламы VII. Однако в конечном итоге покойный поэт мог торжествовать: конец смуте был положен признанием его статуса законного Далай-ламы VI и нахождением нового Далай-ламы VII как его нового «явления».
Перед тем как покинуть Лхасу 6-й Далай-лама написал одной из своих любовниц стихотворение, в котором содержалось указание на место рождения его преемника.

Белый журавль,

Одолжи мне крылья твои.

Полечу я не дальше Литханга,

И оттуда вскоре вернусь.